# ディアン・ティエルノ・セイデゥ・ヌロ
ディアン・ティエルノ・セイデゥ・ヌロ（Diagne Thierno Seydou Nouro、1982年1月4日 - ）は、セネガル出身のプロバスケットボール選手である。ポジションはPF。207cm、98kg。

## 来歴
2003年4月より福岡第一高校にバスケットボール留学。国体・2004年インターハイ・2005年ウィンターカップ優勝に貢献した。しかし、生年月日を実際より4年9カ月若い1986年10月4日と偽り、それに基づく旅券を取得して福岡第一高校に入学し、19歳までしか出場できない全国高体連の大会に出場していたことが発覚した。この年齢詐称疑惑を受け、2011年9月3日に福岡第一高校の2004年インターハイ優勝、2005年のインターハイ3位の成績記録が取り消されたが、福岡第一高校側は年齢詐称はなかったとしてこれに反論している。
卒業後の2006年、bjリーグの高松ファイブアローズにドラフト2巡目で入団。セネガル留学生へのドラフト指名と言う事もあり注目を浴びた。
レギュラーシーズンの出場はわずか146分であったが、シーズン最終戦では21分出場し、17得点、8リバウンド、1アシスト、2ブロックをあげた。
2007年、高校時代を過ごした福岡より参入するライジング福岡にエクスパンション・ドラフトにより指名を受け、練習生として参加していたが、欧州リーグへの参加希望により契約に至らず。モロッコのチームに加入した。